# Nikolaikirche (Freiberg)

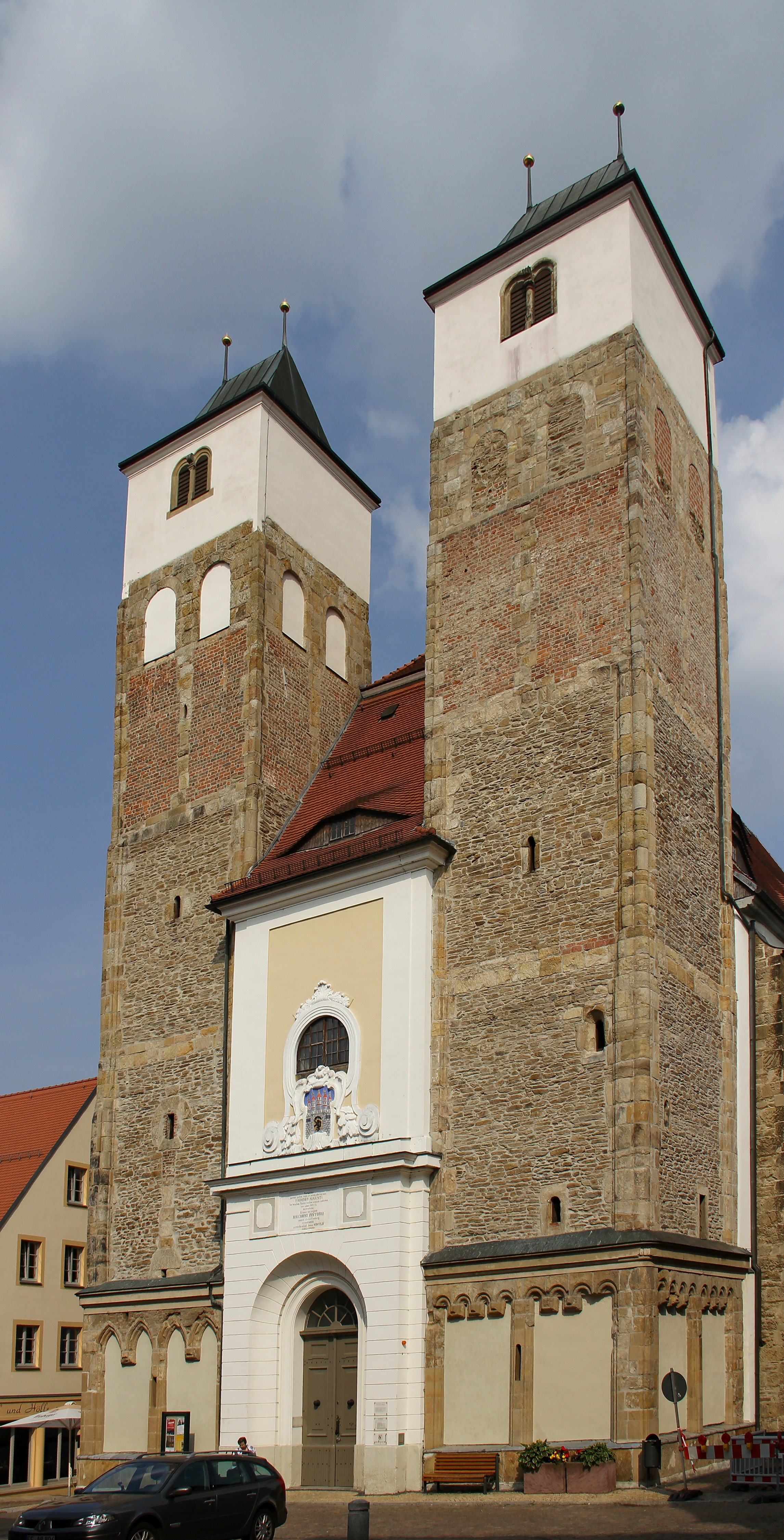
Nikolaikirche am Freiberger Buttermarkt

Die Nikolaikirche ist das zweitälteste Kirchengebäude in Freiberg. Seit ihrer Entwidmung im Jahr 1975 ist sie Eigentum der Stadt und wird als Konzert- und Tagungshalle genutzt.

## Geschichte
Die Nikolaikirche wurde zwischen 1185 und 1190 in romanischem Stil erbaut. Wahrscheinlich ist sie in den Jahren 1375, 1386 und 1471 bei Stadtbränden stark beschädigt worden. Fast vollständig zerstört wurde sie am 21. Juni 1484, als um 4 Uhr nachmittags ein Feuer im Haus eines Kupferschmiedes, neben dem Pferdestall des Dominikanerklosters, an der heutigen Prüferstraße, ausbrach. Große Teile der Stadt fielen den Flammen zum Opfer, von der Nikolaikirche blieben nur die beiden Türme und die Seitenmauern erhalten. Infolgedessen gewährte der päpstliche Nuntius all denen einen Ablass, welche sich an der Wiederherstellung der Nikolaikirche beteiligten. Während des Wiederaufbaus erhielt die Kirche ihre zwei Glocken. Sie wurden 1487 und 1498 in der berühmten Glockengießerei Hilliger gefertigt. Um die Finanzierung der Arbeiten zu sichern, ließ Bischof Johann VI. von Meißen ab Juni 1512 Kollekten sammeln. 1518 war die Kirche größtenteils wieder hergestellt, doch noch bis zum Jahr 1578 ist das Langhaus als gotische Hallenkirche erneuert worden. 1630 erfolgte eine Aufstockung der Westtürme und von 1750 bis 1753 ein barocker Umbau der Kirche unter der Leitung von Johann Christoph Knöffel und Johann Gottlieb Ohndorff. Im Zuge der Bauarbeiten erschuf Johann Gottfried Stecher im Jahr 1753 eine Taufe, die am 25. Januar 1754 geweiht wurde.
Eine Orgel wurde von Johann Gottlob Mende in den Jahren von 1842 bis 1845 erbaut. Sie verfügt über zwei Manuale und 28 Register. 1888 erfolgte ein Umbau der Orgel durch die Firma Jehmlich in Dresden.

## Entwidmung der Kirche 1975
Die Sächsische Landeskirche verkaufte im Jahr 1975 das baufällige Gotteshaus für 28.000 DDR-Mark, zu zahlen in zehn Jahresraten, an die Stadt Freiberg. Von diesem Verkauf waren Orgel, Altar, Kanzel und Taufstein sowie die Glocken und der Glockenstuhl ausgeschlossen. Die Kirche diente nun kurze Zeit als Obstlager und später als Requisitenkammer des gegenüber liegenden Theaters; ein baulicher Unterhalt fand nicht statt. 
Nachdem die 1845 erbaute Mende-Orgel Ende Januar 1976 an die Nikolaikirche in Wismar für 20.000 DDR-Mark verkauft worden war, verzichtete der Kirchenvorstand der Petri-Nikolai-Gemeinde am 31. Januar 1976 auf das Inventar; in diesen Verzicht waren die Glocken und der Glockenstuhl nicht mit einbezogen – sie sind bis heute Eigentum der Petri-Nikolai-Gemeinde. Mit dem Verkauf wurden Restaurierung und Ausbau der Petrikirche zum Gemeindezentrum mit Mitteln aus einem Programm des DDR-staatlichen Außenhandelsunternehmens Limex-Bau Export-Import möglich.
Der Vorsitzende des Rates des Bezirkes Heinz Arnold hatte am 18. November 1975 an den Rat der Stadt geschrieben: „Ich habe Informationen darüber erhalten, dass das o.g. Objekt in politisch nicht vertretbarer Weise genutzt wird und dass es dazu mit hoher Wahrscheinlichkeit die foto-dokumentarische Kenntnisnahme durch einen Bürger Westberlins gibt“.
Die staatlichen Stellen hatten auf die Entfernung des Inventars bestanden. Nur die Glocken waren von dem Verzicht ausgenommen. Das Taufbecken erhielt später die Frauenkirche in Dresden, wo es heute besichtigt werden kann.
Entgegen ihren Ankündigungen hatten die staatlichen Stellen nicht die Absicht, die Nikolaikirche zu erhalten. Am 31. März 1975 schrieb Bürgermeister Ullmann (LDPD): „Sowohl Bauzustand, Lage, architektonischer und kultureller oder baudenkmalwürdiger Zustand rechtfertigen in keiner Weise, dieses Gebäude grundlegend zu erhalten“. Weiter betont er, „dass mit der Fortsetzung des Baugeschehens in der Stadt Freiberg mit hoher Wahrscheinlichkeit etwa Mitte der 80er Jahre dieses Gebiet zum Bebauungsgebiet erklärt wird. Dann wird der Übergang des Grundstücks in Volkseigentum kaum mehr vermeidbar, aber mit höheren Ablösungskosten als dem gegenwärtigen zu erreichenden Kaufpreis verbunden sein“.
Nach der politischen Wende wurde die Kirche grundlegend saniert. Sie wird seitdem als Konzert- und Veranstaltungshalle genutzt und kann beim Amt für Kultur – Stadt – Marketing der Stadtverwaltung Freiberg gemietet werden. Vom romanischen Ursprungsbau ist heute nur die Doppelturmfassade erhalten. Seit einigen Jahren wird über die Neuanschaffung einer Orgel nachgedacht.

## Galerie

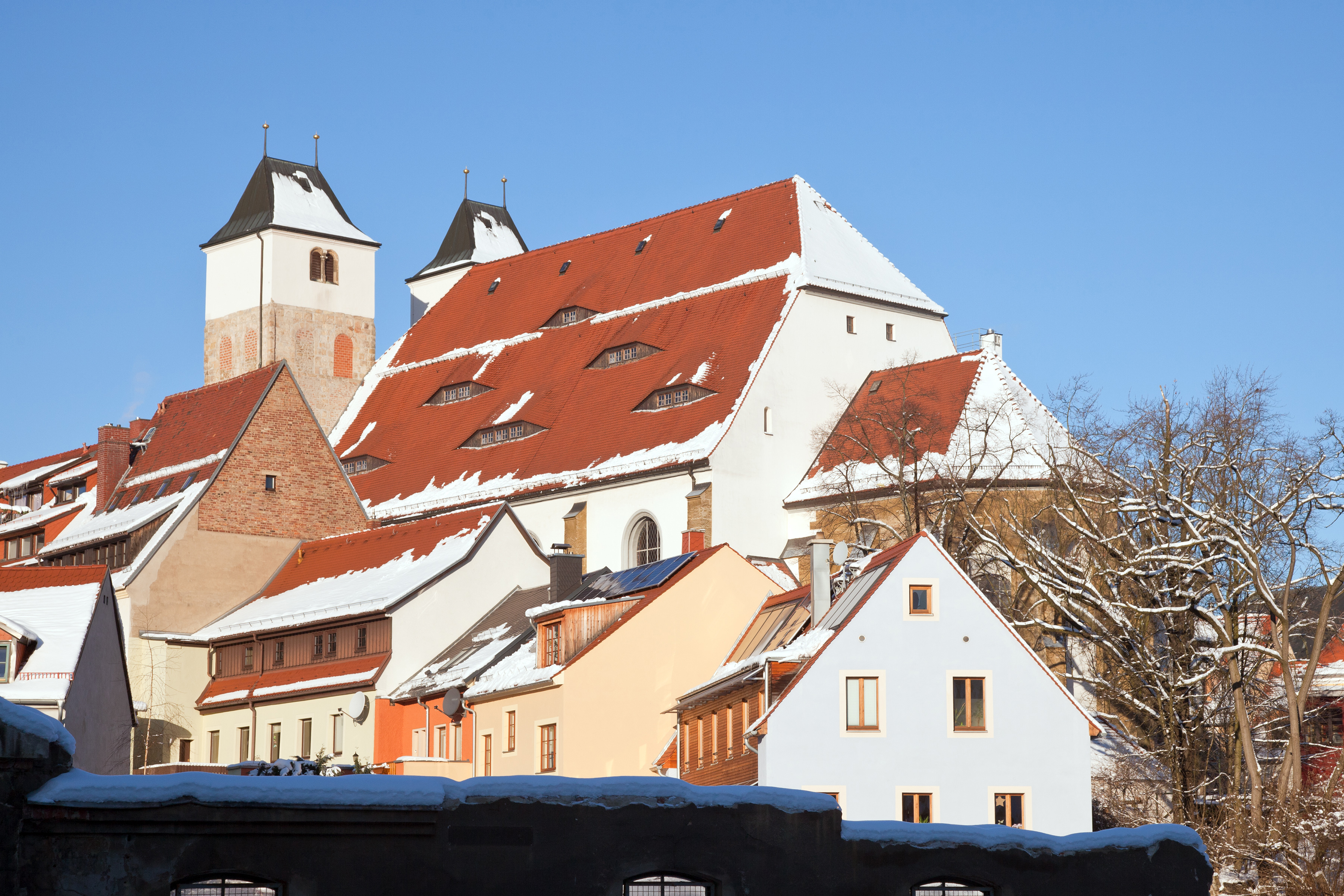
Rückwärtige Ansicht aus Richtung Wasserturmstraße
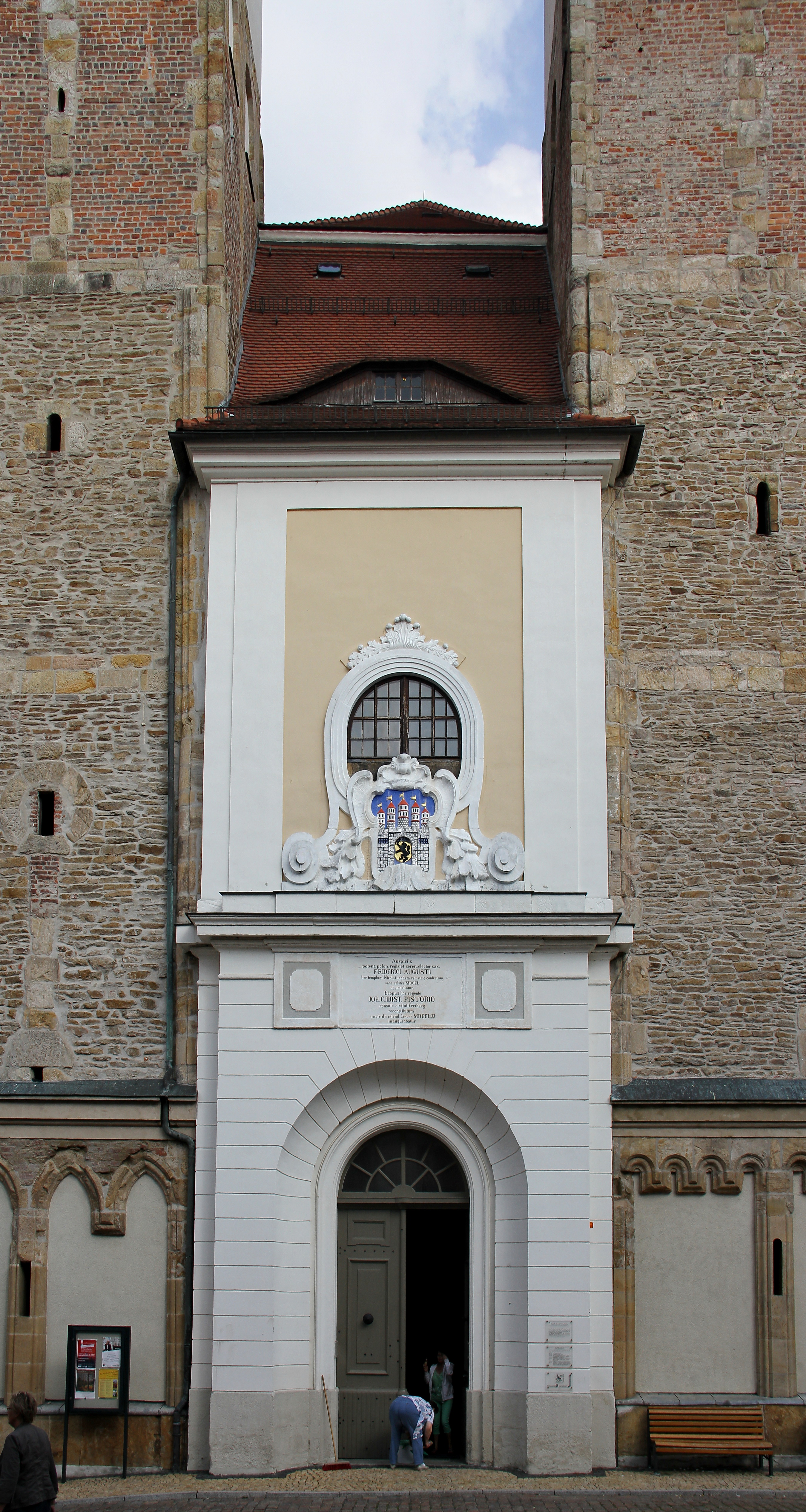
Eingang
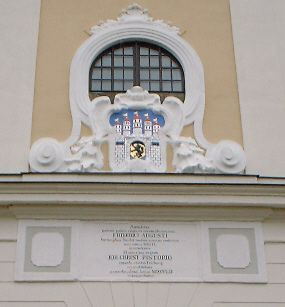
Historisches Stadtwappen über dem Eingang
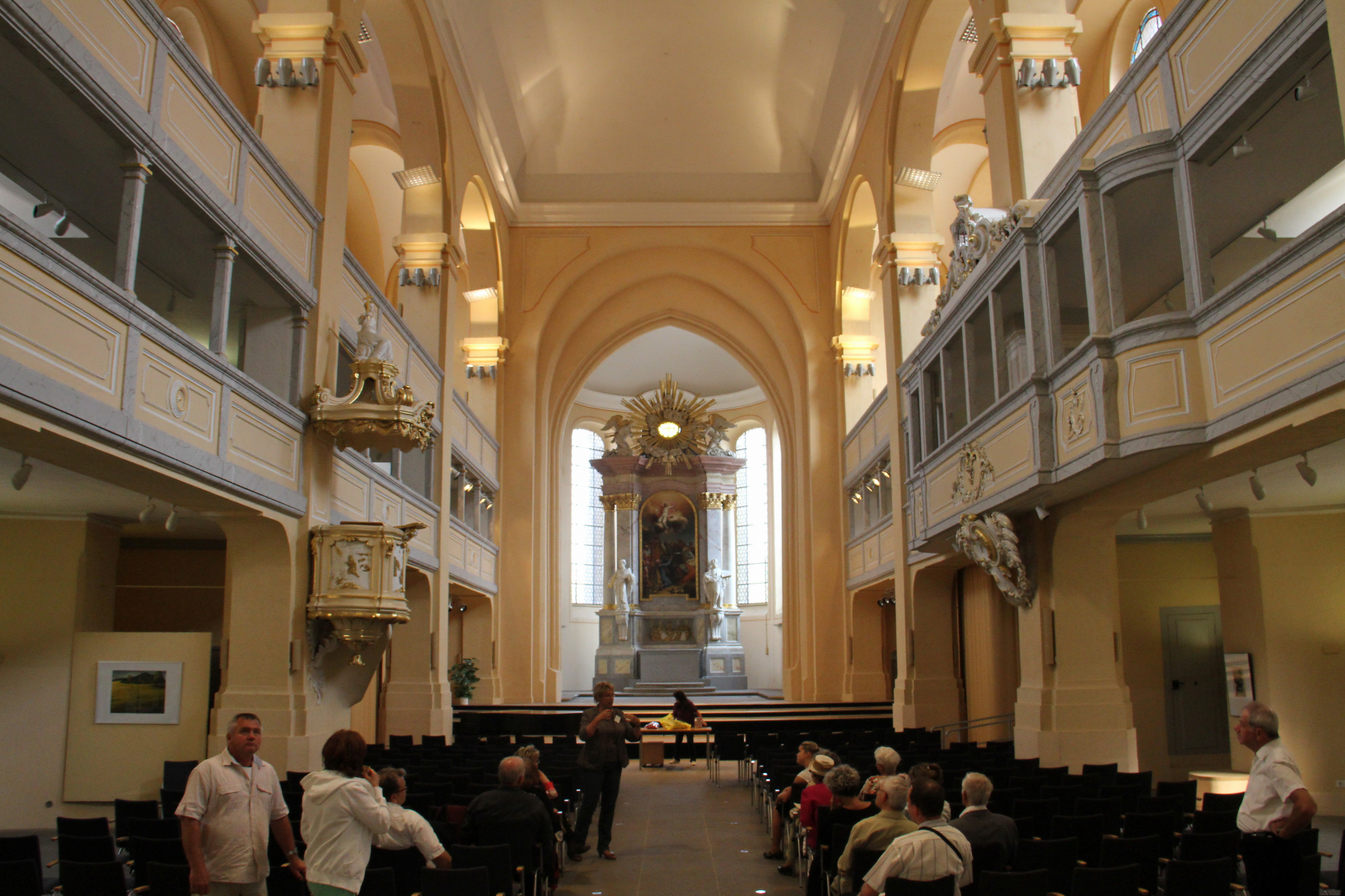
Kirchenschiff
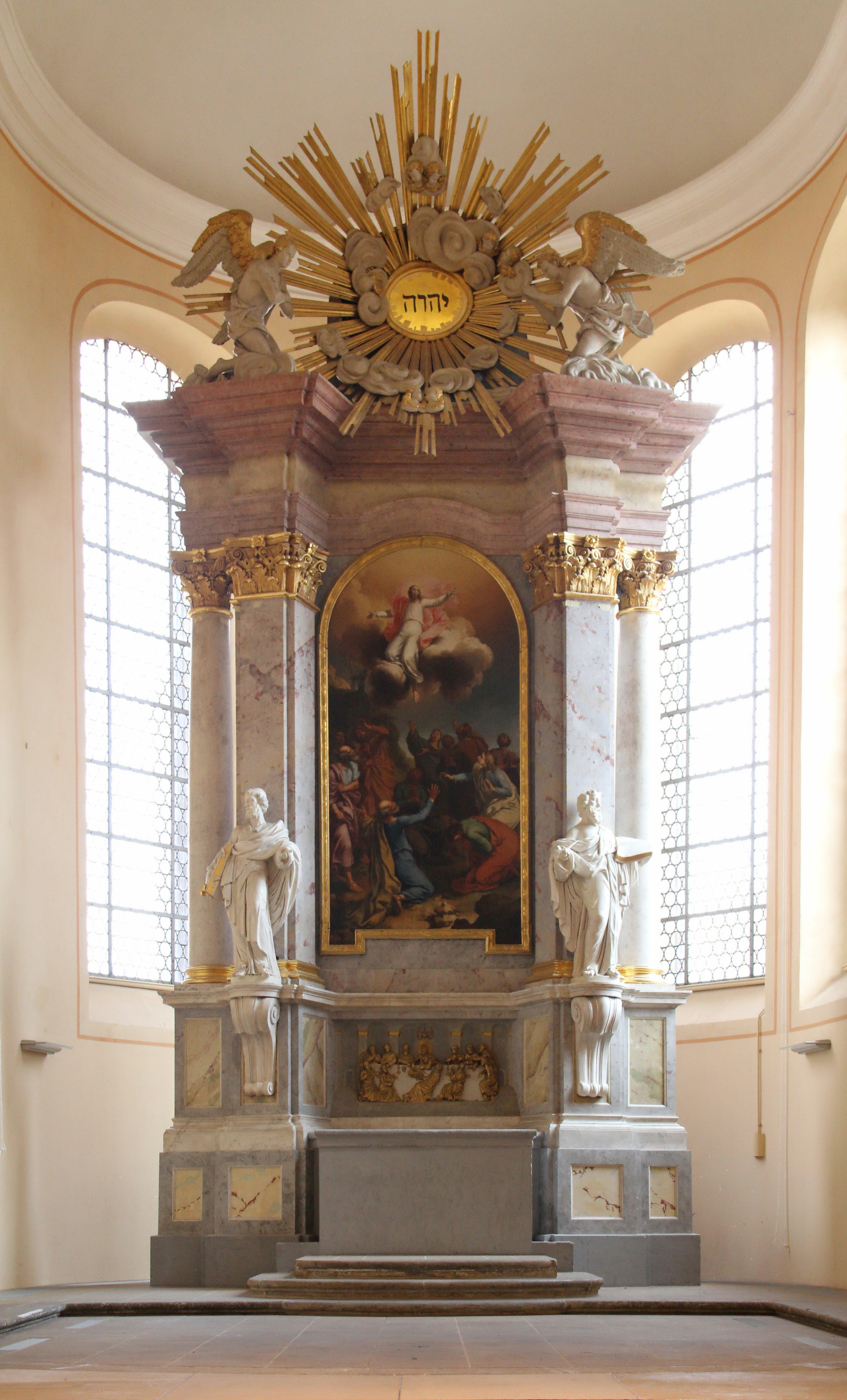
Altar
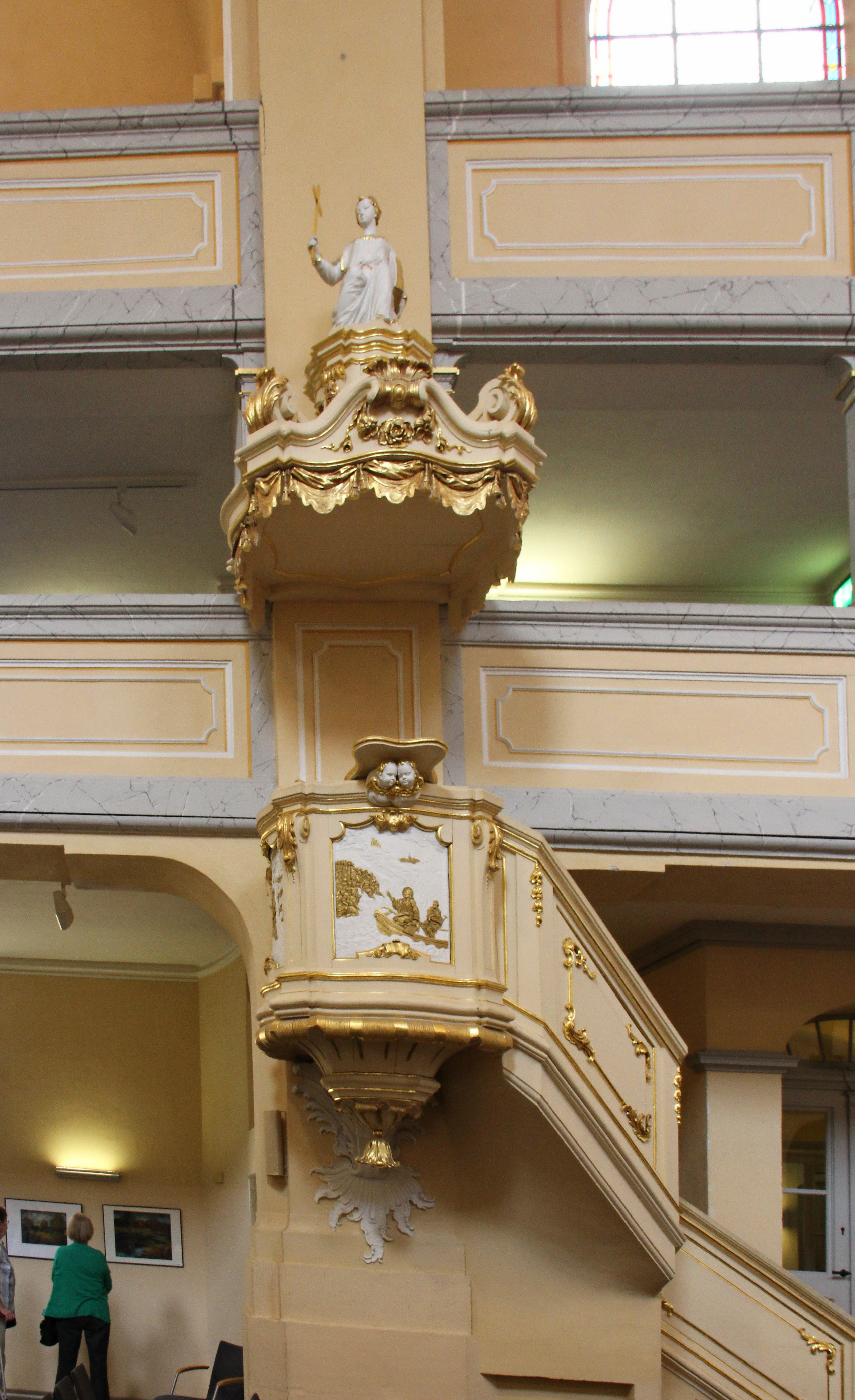
Kanzel
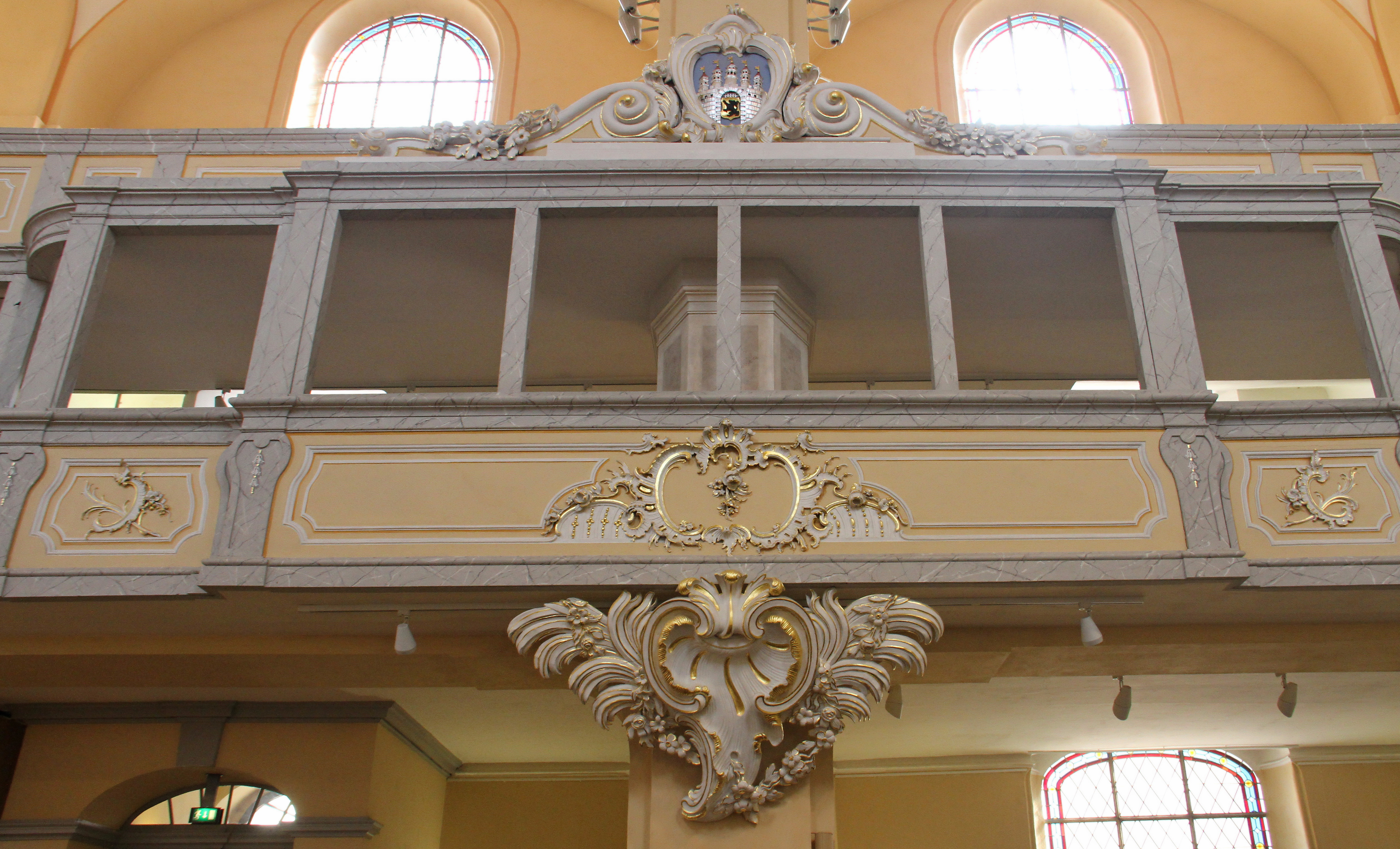
Empore
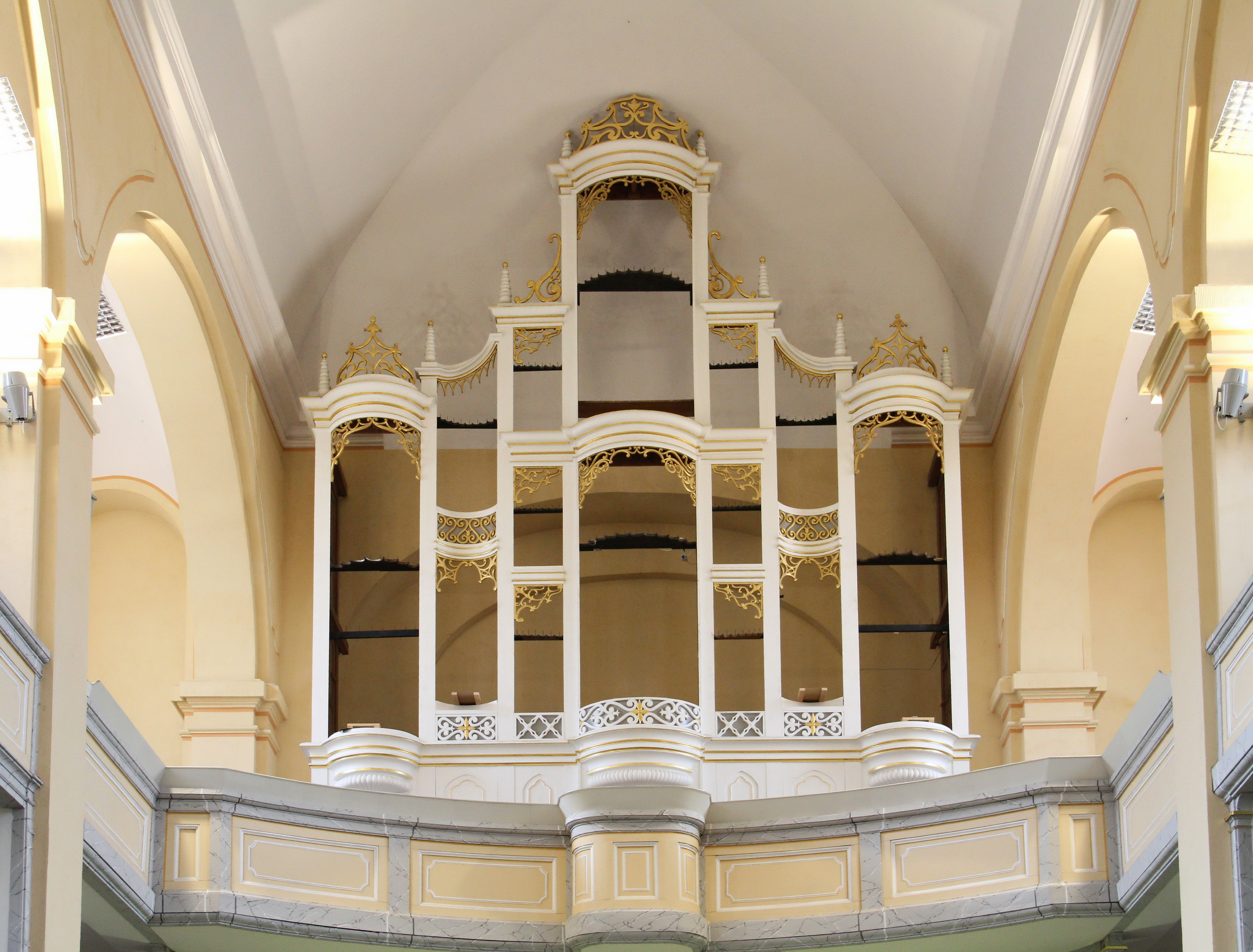
Prospekt der nach Wismar verkauften Mende-Orgel
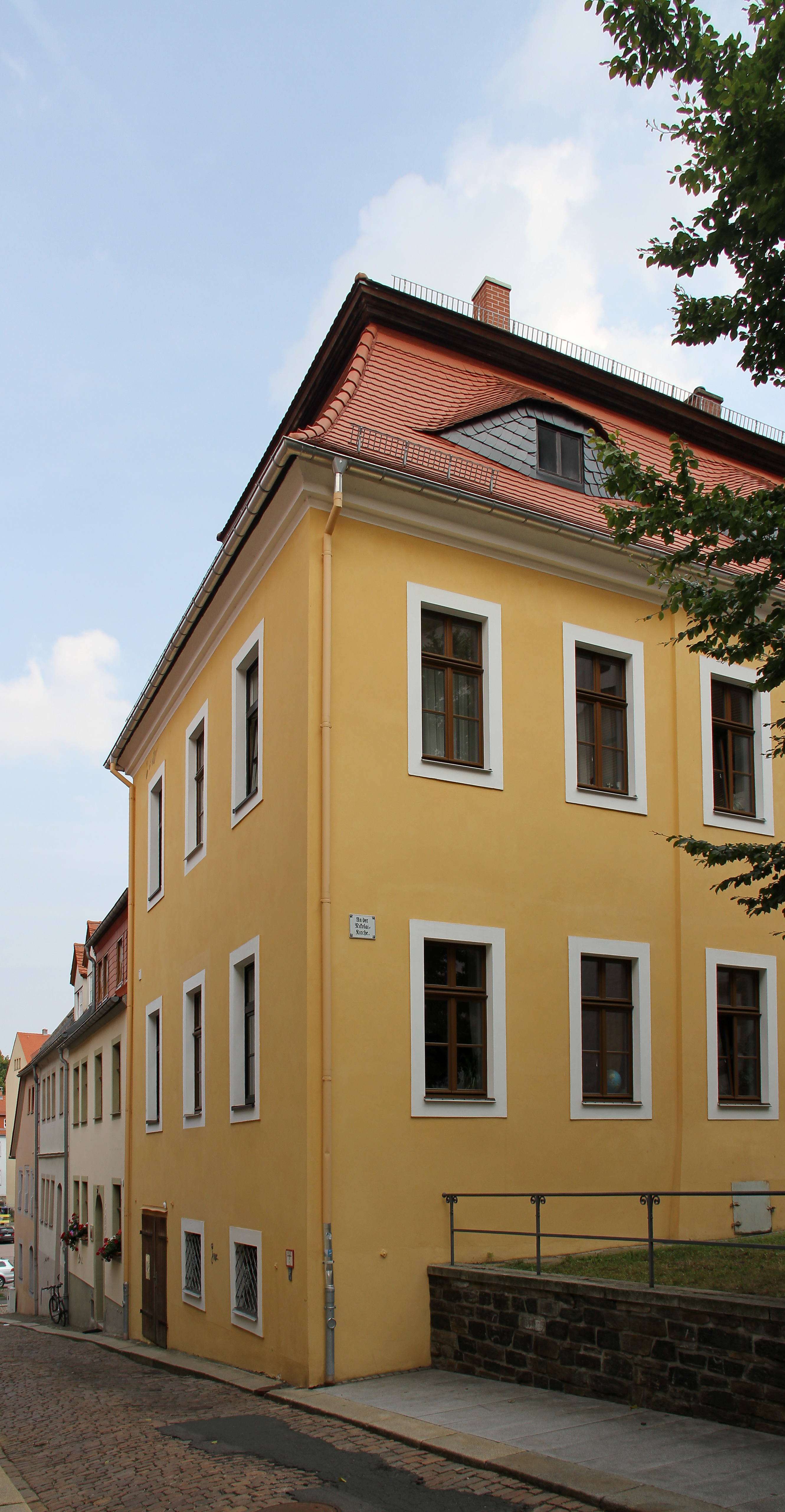
Pfarrhaus …
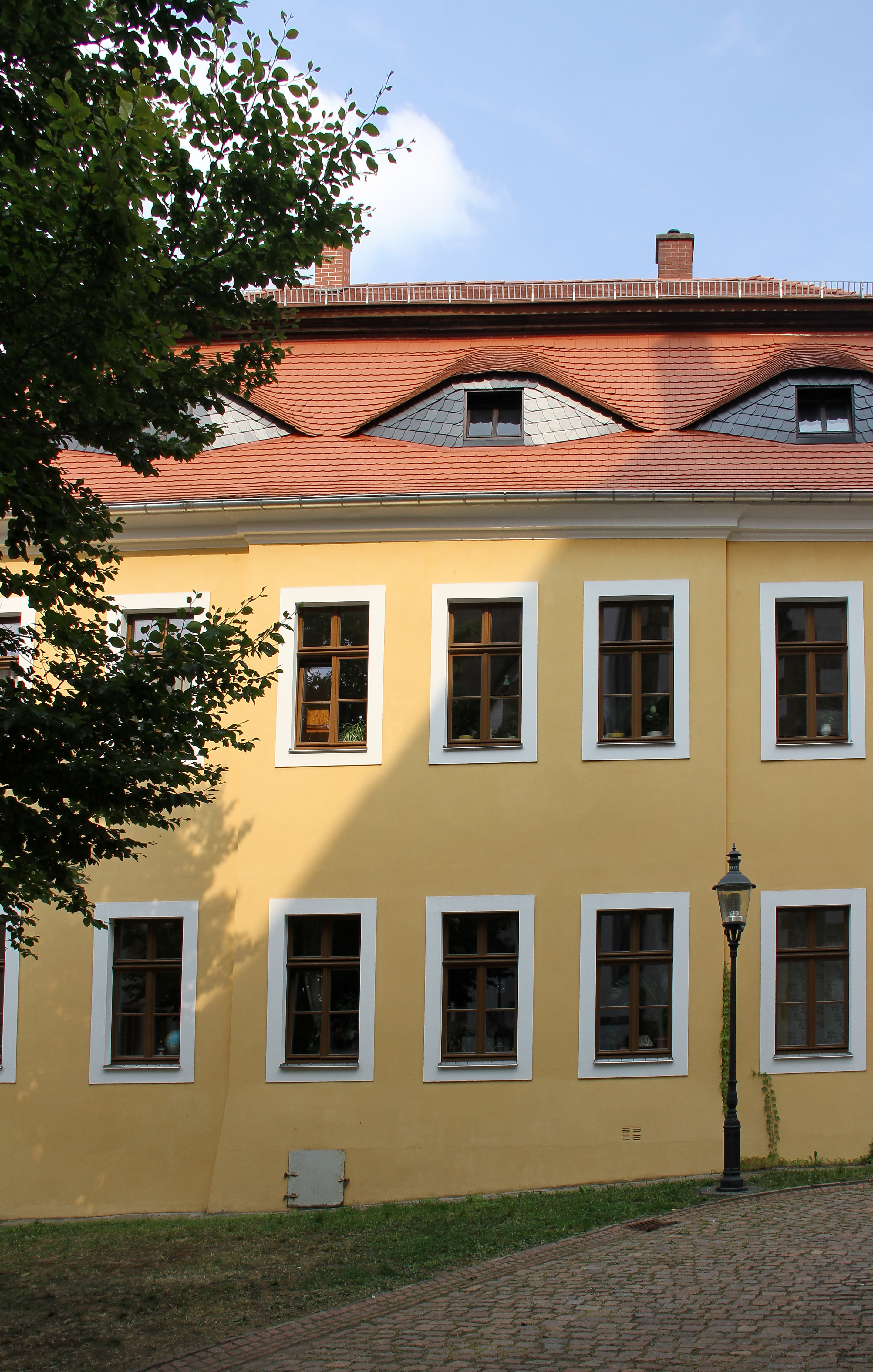
… hinter der …
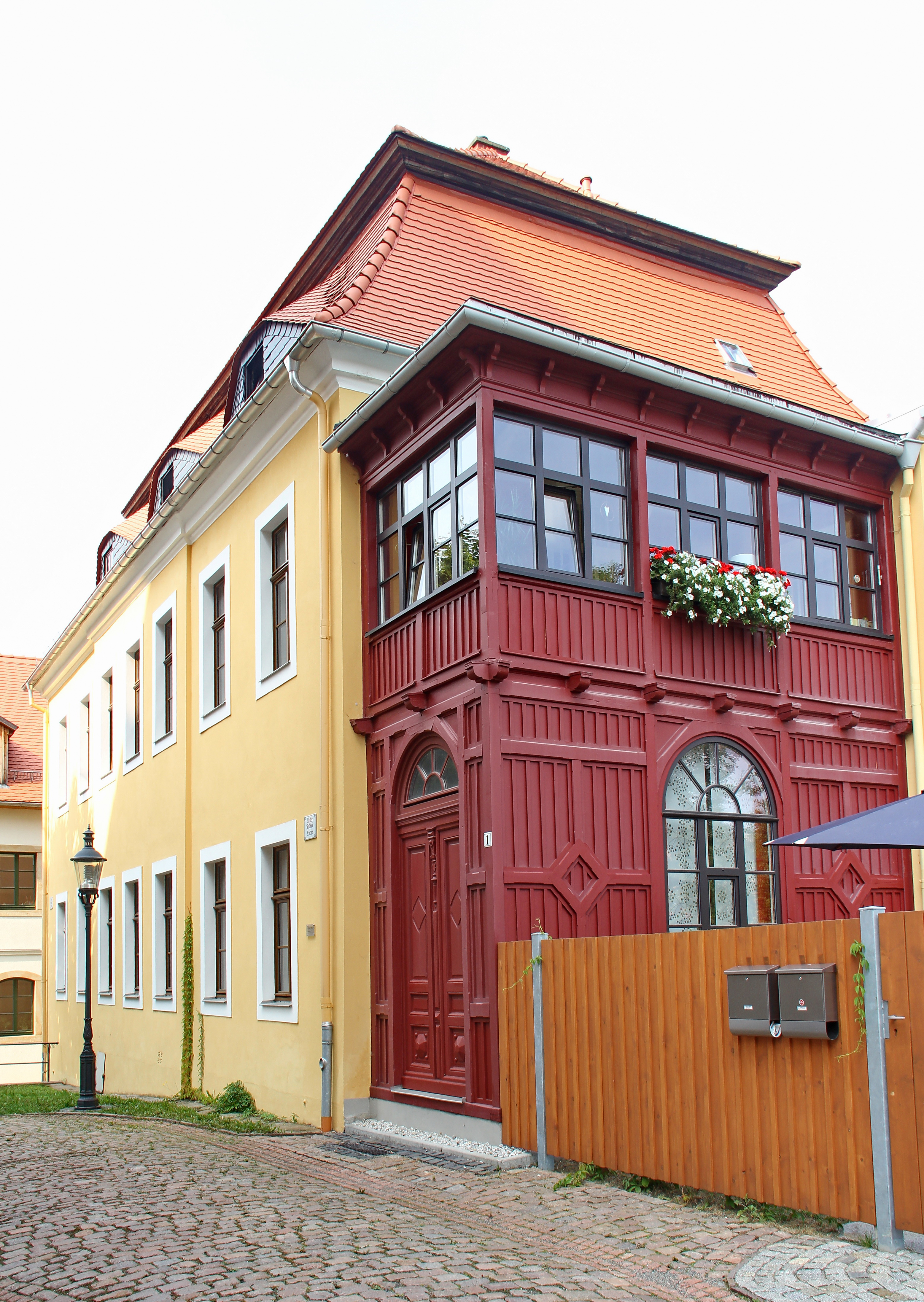
… Nikolaikirche